# Делвуд (Минесота)
Делвуд (енгл. Dellwood) град је у америчкој савезној држави Минесота.

## Демографија
По попису из 2010. године број становника је 1.063, што је 30 (2,9%) становника више него 2000. године.
| Група             | 2000.         | 2010.         |
| Белци             | 1.009 (97,7%) | 1.009 (94,9%) |
| Афроамериканци    | 5 (0,5%)      | 4 (0,4%)      |
| Азијати           | 8 (0,8%)      | 18 (1,7%)     |
| Хиспаноамериканци | 9 (0,9%)      | 21 (2,0%)     |
| Укупно            | 1.033         | 1.063         |